# دیپو
دیپو شهری در شهرستان ساپونه در استان بازگا در بورکینافاسوی مرکزی است و جمعیت آن ۶۰۷ نفر است.